# شهرستان اونونسکی
شهرستان اونونسکی (به لاتین: Ononsky District) یک شهرستان در روسیه است که در سرزمین زابایکالسکی واقع شده‌است.